# Marko Miševski
Marko Miševski (Skopje, 23 de agosto de 1999) es un jugador de balonmano macedonio que juega de central en el HBC Cournon-d'Auvergne. Es internacional con la selección de balonmano de Macedonia del Norte.
Su primer gran campeonato con la selección fue el Campeonato Europeo de Balonmano Masculino de 2020.

## Palmarés

### Vardar
- Liga de Macedonia del Norte de balonmano (3): 2019, 2021, 2022
- Liga de Campeones de la EHF (1): 2019
- Liga SEHA (1): 2019
- Copa de Macedonia del Norte de balonmano (2): 2021, 2022

## Clubes
| Club                   | País                | Año         |
| ---------------------- | ------------------- | ----------- |
| RK Vardar              | Macedonia del Norte | 2018 - 2019 |
| Grenoble SMH           | Francia             | 2019 - 2020 |
| RK Vardar              | Macedonia del Norte | 2020 - 2024 |
| HBC Cournon-d'Auvergne | Francia             | 2024 - Act. |